# 자코모 라스파도리
자코모 라스파도리(이탈리아어: Giacomo Raspadori, 2000년 2월 18일 ~ )는 현재 스페인 라리가의 아틀레티코 마드리드에서 뛰는 이탈리아의 축구 선수이다. 포지션은 공격수이다.

## 수상

### 나폴리
- 세리에 A : 2022-23

### 이탈리아
- UEFA 유로 : 2020
- UEFA 네이션스리그 : 3위 (2020-21)

### 개인
- 세리에 A 이 달의 선수 : 22년 1월
- 이탈리아 공화국 공로장 5등급 : 2021[1][2]